# Cosmin Rațiu
Cosmin Aurel Rațiu (n. 18 iulie 1979, Petroșani, județul Hunedoara) este un jucător de rugby în XV profesionist român. Evoluează ca linia a II-a sau ca linia a III-a.

## Carieră
Și-a încheiat cariera de jucător la Minerul Lupeni, apoi a evoluat la Știința Petroșani, la CSRTM Callatis Mangalia și la CS Dinamo București. În 2006 s-a alăturat clubului francez Stade Montois. După ce s-a întors în țară, a evoluat pentru RCJ Farul Constanța. În prezent joacă pentru CSM Olimpia București În paralel a fost inclus în echipa de dezvoltare Lupii București, care evolua în Amlin Challenge Cup.
Și-a făcut debutul în tricoul Stejarilor într-o partidă de Cupa Europeană a Națiunilor cu Cehia în iunie 2003. A participat la Cupa Mondială din 2007, unde a jucat toate cele patru meciuri din faza grupelor, și cea din 2011. Până în octombrie 2015, a strâns 35 de selecții cu națională și a marcat zece puncte, înscriind două eseuri.

## Legături externe
- Statistice internaționale Arhivat în 6 martie 2016, la Wayback Machine. pe ESPN Scrum